# Школьный вальс (фильм)
«Школьный вальс» — советский художественный фильм режиссёра Павла Любимова, вышедший на экраны в 1978 году, мелодрама. Съёмки фильма проходили в Москве в 1977 году.

## Сюжет
Десятиклассники Гоша Кораблёв и Зося Кнушевицкая любят друг друга. До последнего звонка несколько дней. Юноша собирается поступить в геологоразведочный институт, чтобы стать вулканологом. Кажется, что после окончания школы они поженятся, но по пятам за Гошей ходит безответно влюблённая в него Дина, влиятельные родители которой готовы обеспечить успешную жизнь не только своей дочери, но и будущему зятю. И когда во время выпускных экзаменов Гоша узнаёт, что Зося беременна, он в тот же день отправляется обедать к Дине. Школьный вальс он танцует уже с Диной.
Мать Зоси везёт дочь в больницу, откуда та сбегает, не желая избавляться от ребёнка. Зося уходит от родителей и устраивается работать на стройку. Вскоре она узнаёт, что родители разошлись — они давно разлюбили друг друга, но только уход из дома дочери развёл их окончательно. У Зоси появляются новые друзья. Гоша женится на Дине, но их семейная жизнь не складывается с самого начала. Гоша пьёт, и молодые люди, не прожив вместе и года, окончательно расходятся, а у Зоси в конце зимы рождается сын Василий.
На вечере встречи выпускников в школе встречаются старые друзья, в том числе Дина, Зося и Гоша. Вместе бывшие школьники смотрят кинохронику, в которой когда-то весело снимали себя сами — «для истории». Зося выходит из зала, а следом и Гоша. Их разговор происходит на пустой школьной лестнице. Они всё ещё любят друг друга, но Гоша ничего не знает про ребёнка. Он бросил институт и хочет знать, что ему теперь делать. Узнав о сыне, он просит у неё разрешения увидеть его. Зося уходит, оставив без ответа любовь несостоявшегося вулканолога. За её спиной, сияя огнями всех окон, удаляется школа.

## В ролях
- Елена Цыплакова — Зося Кнушевицкая
- Сергей Насибов — Гоша Кораблёв
- Юрий Соломин — Павел, отец Зоси
- Наталья Вилькина — Элла, мать Зоси
- Евгения Симонова — Дина Соловьёва
- Нина Меньшикова — мать Дины
- Елена Фетисенко — подружка Зоси
- Екатерина Дурова — медсестра в больнице
- Виктор Проскурин — прораб
- Виктор Камаев — отец Дины
- Антонина Дмитриева — директор школы
- Сергей Бачурский — Слава «из Пушкино»
- Лидия Матасова — Лиля, одноклассница
- Ромуальдас Викшрайтис — Антон, одноклассник в больших очках
- Вера Благовидова — Зинаида Николаевна, пожилая учительница
- Тигран Давыдов — нетрезвый прохожий
- Анна Родионова — молодая учительница (в титрах не указана)
- Наталья Хорохорина — работница на стройке (в титрах не указана)

В фильме также снимались студенты ГИТИСа (мастерская Владимира Андреева).
«В роли» школы (только снаружи) — московская школа № 122 в Малом Палашёвском переулке.

## Съёмочная группа
- Режиссёр: Павел Любимов
- Автор сценария: Анна Родионова
- Композитор: Владимир Шаинский
  - Песня «Любовь как роза красная» на стихи Роберта Бёрнса («O my Luve’s like a red, red rose») в переводе Самуила Маршака
- Оператор: Пётр Катаев
- Художник: Семён Веледницкий
- Директор картины: Таги Алиев

## Оценки фильма
Фильм вызвал большой резонанс и «бурю мнений». Несмотря на «многие возражения и сомнения», фильм в целом «получил поддержку в кинокритике».
В рецензиях отмечалось, что в фильме «своеобразно поднимается большая и серьёзная тема — интимной жизни, любви и брака совсем молодых людей».
В фильме много метких бытовых зарисовок, точных психологических наблюдений... Естественны и убедительны почти все актёры, среди которых немало начинающих и даже дебютантов. Выразителен дуэт Е. Цыплаковой (Зося) и Е. Симоновой (Дина). Рассказанная в фильме история вызывает и сочувствие, и симпатию, и грусть, и радость.
Вместе с тем кинокритик Е. Громов не поощрил финал фильма, в котором, по его мнению, «не сводятся воедино сюжетно-концепционные линии картины»: «Минорный уход Зоси психологически не мотивирован, он не вытекает из её прежних слов и поступков, из её мировосприятия и снисходительно-прощающего отношения к любимому человеку». Он также упрекал авторов в чрезмерном любовании главной героиней Зосей и некритичной оценкой поступков других героев, особенно «школьного сердцееда» и эгоиста Гоши.
Через десять лет после выхода фильма на экран кинокритик Т. Кукаркина приводила сведения о том, что после согласия Госкино на съёмки фильма «сценарий Анны Родионовой был искажён в результате вмешательства студийных инстанций, стремившихся во что бы то ни стало смягчить коллизии, приукрасить обстоятельства, облегчить судьбу героини — старшеклассницы, родившей ребёнка». Это не позволило авторам реализовать свой первоначальный замысел и создать «значительный, по-настоящему проблемный фильм».
Киновед И. Гращенкова указала, что в фильме «любовь семнадцатилетних — и предмет исследования, и та нравственная ценность, которой проверяется их духовный мир». «Несомненно, в этом фильме наследуется бескомпромиссная смелость, презрение к ханжеству, впервые заявленные в фильме „А если это любовь?“» — писала она. При этом оба фильма существенно отличаются.
В «Школьном вальсе» (сценарий А. Родионовой, режиссер П. Любимов) школа — лишь фон драматических событий, не более, и в этом моделируется ситуация отчуждения её как социального института от духовной, интимной жизни её учеников, позиция её невмешательства в процесс воспитания чувств.
Киновед Кирилл Разлогов напоминал, что в фильме «А если это любовь?» Ю. Райзмана интимная близость школьников воспринималась как трагедия, ведущая к самоубийству, а «спустя не так много лет в фильме „Школьный вальс“ героиня Елены Цыплаковой с поднятой головой выходит из аналогичного опыта и оказывается сильнее своего партнёра и обстоятельств, отчасти повторяя траекторию героини фильма А. Роома „Третья Мещанская“».
Педагог и киновед А. В. Фёдоров писал, что «Школьный вальс» вызвал бурю споров в момент своего
появления и «опрокидывал все былые представления о „школьном фильме“». В нём «впервые в нашем кино авторы решились показать, что в школе возможна не только платоническая любовь» и «впервые была показана сюжетная ситуация с беременностью старшеклассницы».
Он и его соавторы отмечали, что роль Зоси для Е. Цыплаковой «была естественным продолжением прежних ролей семиклассницы („Не болит голова у дятла“) и девятиклассницы („Ключ без права передачи“)», «Е. Симонова смогла сыграть первую, но всепоглощающую, готовую даже на унижение любовь искренне и достоверно», «Гоша был сыгран менее убедительно».
В целом «Школьный вальс» снят вполне достоверно. Приглушённые разговоры, мягкие цветовые тона, обычные интерьеры (не все же живут в квартирах-дворцах), отсутствие монтажных и оптических эффектов...
Кинокритик С. В. Кудрявцев указал, что каждую выпущенную в прокат копию фильма посмотрели более 61 тысячи зрителей (четвёртый результат за всю историю советского кино). При благоприятном отношении киноначальства к фильму он мог стать таким же кинохитом, как более поздний фильм «Маленькая Вера»: «„Маленькая Зося“ Елены Цыплаковой из „Школьного вальса“, которая полюбила одноклассника и решила родить ребёнка даже после того, как возлюбленный предал, узнав о её беременности, — ещё не такая вызывающая и бескомпромиссная натура, как героиня Натальи Негоды, но уже не желающая быть просто жертвой сплетен и горестных историй на тему „Маруся отравилась“».